# Climat de l'Occitanie
Le climat de l'Occitanie est l’état moyen des conditions de l'atmosphère terrestre sur le territoire de l'Occitanie, fondé sur les moyennes et la variabilité de paramètres météorologiques (température, pression atmosphérique, précipitations, ensoleillement, humidité, vitesse du vent) pendant une période donnée, la période type de référence définie par l’Organisation météorologique mondiale étant de 30 ans.
La région d'Occitanie est partagée entre plusieurs climats : un climat méditerranéen franc sur le littoral languedocien, le climat du Bassin du Sud-Ouest dans le bassin moyen de la Garonne, bordé par un climat océanique altéré, et les climats de montagne et de marges de montagne, dans les Pyrénées et le sud-ouest du Massif Central.
Comme l'ensemble de la France métropolitaine, l'Occitanie est exposée au réchauffement climatique qui contribue à modifier les climats locaux actuels et à des effets sur l'environnement, la santé et la société. Pour respecter les deux objectifs de l'accord de Paris sur le climat (réchauffement bien en-dessous de 2 °C et de préférence limité à 1,5 °C), une réduction forte et immédiate des émissions de CO2 est indispensable, jusqu'à atteindre la neutralité carbone, seule à même de stopper le réchauffement, la France, à travers sa politique climatique, déploie différentes stratégies d'atténuation et d'adaptation), avec des objectifs spécifiques comme la réduction des émissions de gaz à effet de serre de 40 % entre 1990 et 2030 (20 % en 2019) ou la réduction de la consommation énergétique finale de 50 % en 2050 par rapport à la référence 2012 en visant un objectif intermédiaire de 20 % en 2030. Dans ce cadre le conseil régional d'Occitanie a créé le RECO, un groupe régional d’experts sur le climat, et publié différents documents de stratégie (SRADETT) ou d'engagements. Au niveau local, 74 PCAET sont approuvées en septembre 2023, portés par les intercommunalités. Au total ce sont 103 démarches qui sont lancées.

## Zonages climatiques

### Zonage de Joly et al. (2010)

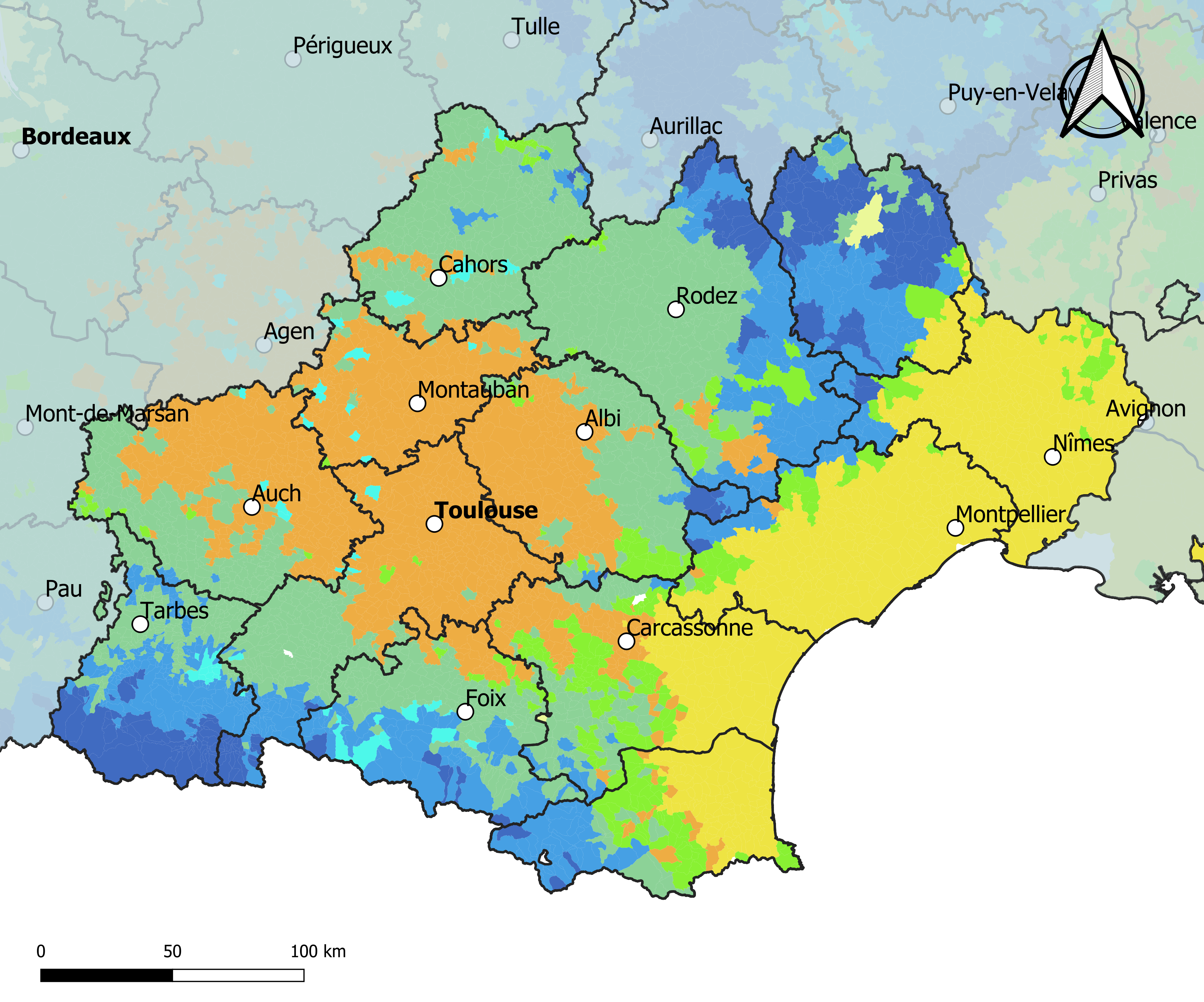
Zonage climatique de Joly et al. (2010).
1 : climats de montagne
2 : climat semi-continental et climat des marges montagnardes
4 : climat océanique altéré
6 : climat méditerranéen altéré
7 : climat du Bassin du Sud-Ouest
8 : climat méditerranéen franc

Une étude du CNRS de 2010 réalisée par Daniel Joly, Thierry Brossard, Hervé Cardot, Jean Cavailhes, Mohamed Hilal et Pierre Wavresky a permis de classer les climats de métropole en huit grands types. Partant des mesures stationnelles de précipitation et de température mises à disposition par Météo-France, un jeu de 14 variables intégrant une série temporelle de 30 ans (1971-2000) est défini pour caractériser les climats et leurs modalités distinctives de variation. Une méthode originale dite d’interpolation locale permet de reconstituer les champs spatiaux continus des variables en question et de les exprimer sous forme de couches d’information gérables par SIG. Il en a résulté 8 types de climats. L'Occitanie ressort quant à elle principalement de quatre zones :  climat méditerranéen franc, climat océanique altéré, climat du Bassin du Sud-Ouest et climats de montagne et des marges de montagne.
Le littoral languedocien est soumis au climat méditerranéen franc. Il est caractérisé par un ensoleillement de plus de 2500 heures par an, une forte sécheresse estivale et d’abondantes précipitations automnales. Les étés sont chauds (25 à 60 jours supérieurs à 30°C) et les gelées peu fréquentes (15 à 25 jours de gelées en plaine par an). A l’automne (en général), le Languedoc-Roussillon et la Lozère sont soumis à des épisodes cévenoles. L'air humide venant de Méditerranée se retrouve bloqué par le relief des Cévennes et provoque une série d'orages diluviens, l'air chaud revenant sans cesse au contact de l'air froid en altitude. Les situations orageuses de type cévenol peuvent donner l’équivalent de plusieurs mois de pluie en quelques jours, ;
Le climat du Bassin du Sud-Ouest concerne le bassin moyen de la Garonne. Il est caractérisé par une moyenne annuelle de température élevée (supérieure à 13°C) et un nombre élevé (> 23) de jours chauds tandis que les jours qui présentent un gel inférieur à -5°C sont rares. L’amplitude thermique annuelle est élevée (15 à 16°C) et la variabilité interannuelle des températures d’hiver et d’été est faible. Les précipitations, peu abondantes en cumul annuel (moins de 800 mm) et en hiver, le sont un peu plus durant l’été. Elles sont plus fréquentes en hiver (9-11 jours) qu’en été (moins de 6 jours). Située à mi-chemin entre l’Atlantique et la Méditerranée, cette zone est balayée par 2 vents dominants : l’Autan avec ses rafales de sud-est qui dessèchent les cultures et le vent d’ouest porteur de pluie ;
Le climat océanique altéré constitue une transition entre l’océanique franc et l’océanique dégradé. La température moyenne annuelle est assez élevée (12,5 °C) avec un nombre de jours froids faible (entre 4 et 8 par an) et chauds soutenu (entre 15 et 23 par an). L’amplitude thermique annuelle (juillet-janvier) est proche du minimum et la variabilité interannuelle moyenne. Les précipitations, moyennes en cumul annuel (800-900 mm) tombent surtout l’hiver, l’été étant assez sec ;
Les climats de montagne et de marges de montagne, présent en Occitanie dans les Pyrénées et le sud-ouest du Massif Central (Lozère, Aveyron, est du Lot), regroupent tous les lieux où les influences montagnardes et/ou semi-continentale sont prépondérantes, avec un nombre de jours et un cumul élevés de précipitation, une température moyenne inférieure à 9,4°C et, corrélativement, plus de 25 jours au cours desquels la température minimale a été inférieure à -5° C et moins de 4 avec un maximum supérieur à 30°C. Il se manifeste par une diminution assez régulière des températures avec l’altitude et une augmentation des précipitations (qui tombent sous forme de neige selon la nature des perturbations, l’orientation des pentes, l’exposition ou l’altitude).

### Zonages de Météo-France (2020)

Zonages climatiques établis par Météo-France en 2020.
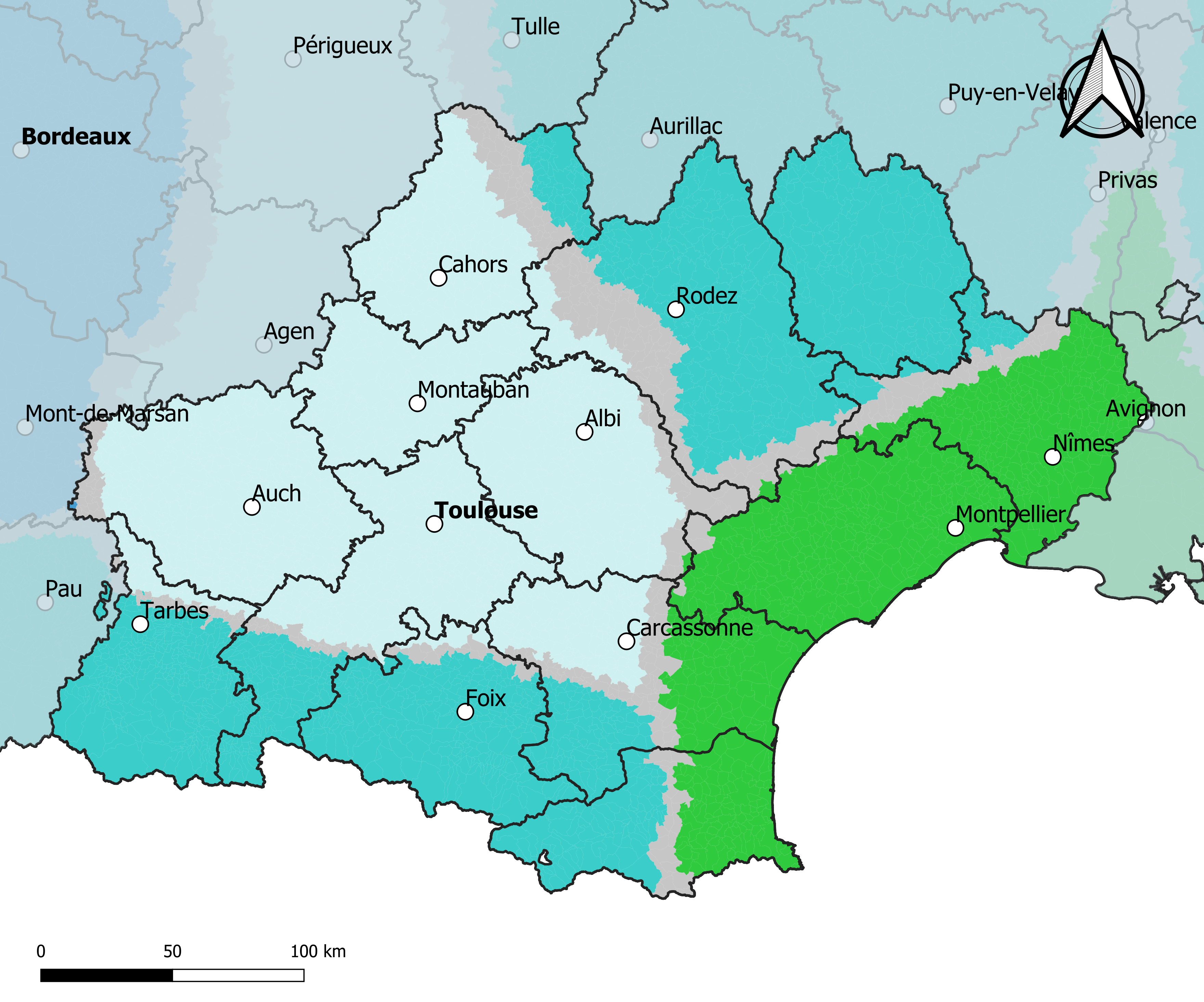
Découpage en 5 zones climatiques.
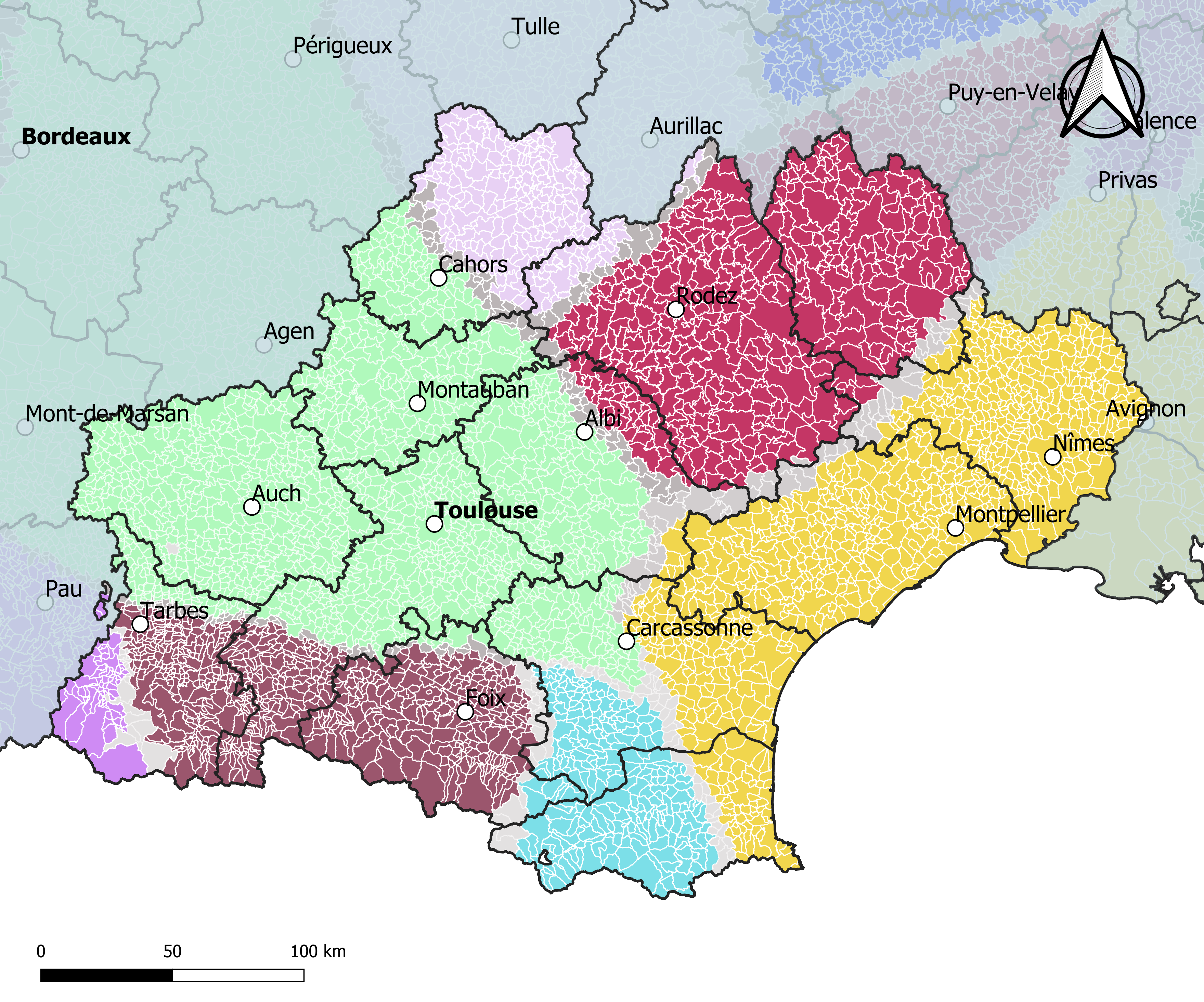
Découpage en 29 régions climatiques.

## Paramètres climatiques

### Températures
Le réchauffement moyen est estimé sur la région à environ 1,8 °C entre 1901-1920 et 2001-2020 et 2,1 °C pour 2011-2020. Il est donc légèrement supérieur au réchauffement moyen de l'ensemble des continents (1,59 °C) entre 1850-1900 et 2011-2020 estimé par le GIEC dans son sixième rapport. L’année la plus chaude entre 1950 et 2022 est 2020, et 9 des 10 années les plus chaudes se sont produites au cours des 20 dernières années. En 2023, l’Occitanie a connu un épisode caniculaire comparable en durée à la canicule historique d’août 2003 (15 jours du 11 au 25).

### Précipitations
Une tendance à la baisse des précipitations est observée, de l’ordre de 15 mm par décennie (soit 1,6 %) sur la période 1960-2020, mais sans signification statistique. Les précipitations extrêmes ont quant à elles tendance à augmenter sur le pourtour méditerranéen, mais aussi nettement sur la région Occitanie hormis dans Languedoc-Roussillon où elles augmentent. Le nombre de jours avec chutes de neige a légèrement diminué (-1)sur la période 1960-2018, avec une tendance plus marquée en Ariège et dans l'Aude (-3).

### Paramètres des stations météorologiques historiques
Par station historique, il convient d'entendre une station qui permet de connaître trois normales climatiques consécutives (1971-2000, 1981-2010 et 1990-2020) sur Infoclimat. Il existe 16 stations historiques dans la région.
| Département         | Stations                | Températures             | Températures        | Températures         | Ensoleilmt | Précipitations | Précipitations       | Précipitations | Précipitations |
| Département         | Stations                | moy. moyenne (1991-2020) | maxi. extrême       | mini. extrême        | Ensoleilmt | Cumul moyen    | Max. en 24 h         | Max. en 5 j    | Moy. > 1 mm    |
| ------------------- | ----------------------- | ------------------------ | ------------------- | -------------------- | ---------- | -------------- | -------------------- | -------------- | -------------- |
| Ariège              | Saint-Girons            | 12,5                     | 39,2 (24 août 2023) | -18,7 (19 jan. 1987) | 1964       | 973,2          | 261,1 (20 mai 1978)  | 271,3 (mai)    | 7,4            |
| Aude                | Carcassonne             | 14,5                     | 43,2 (23 août 2023) | -15,2 (04 fev. 1963) | 2169.5     | 665,0          | 168,6 (12 nov. 1999) | 196,3 (nov.)   | 7,0            |
| Aveyron             | Millau                  | 11,2                     | 39,1 (23 août 2023) | -17,5 (16 jan. 1985) | 2197       | 713,2          | 115,0 (26 sep. 1992) | 157,0 (oct.)   | 7,0            |
| Aveyron             | Rodez-Aveyron           | 11,1                     | 39,5 (8 juil. 1982) | -25,2 (16 jan. 1985) | 2193.2     | 869,1          | 199,9 (21 mars 1986) | 217,7 (mars)   | 7,0            |
| Gard                | Nîmes-Courbessac        | 15,6                     | 44,4 (28 juin 2019) | -14,0 (23 fev. 1948) | 2679.9     | 734,4          | 266,8 (12 oct. 1990) | 329,4 (sept.)  | 10,3           |
| Gard                | Nîmes-Garons            | 15,3                     | 44,1 (28 juin 2019) | -10,9 (15 jan. 1985) |            | 684,6          | 508,0 (26 mars 1987) | 548,1 (mars)   | 10,2           |
| Gers                | Auch                    | 13,5                     | 42,6 (24 août 2023) | -20,0 (16 jan. 1985) | 1976       | 695,8          | 87,0 (5 juil. 1993)  | 185,6 (juil.)  | 6,2            |
| Haute-Garonne       | Toulouse-Blagnac        | 14,2                     | 42,4 (23 août 2023) | -19,2 (15 fev. 1956) | 2075.1     | 627,0          | 82,7 (7 juil. 1977)  | 140,5 (sept.)  | 6,4            |
| Haute-Garonne       | Toulouse-Francazal      | 14,3                     | 40,9 (13 août 2003) | -12,8 (25 jan. 1934) | 1753.8     | 516,4          | 67,0 (10 juin 2000)  | 114,3 (oct.)   | 6,1            |
| Hautes-Pyrénées     | Tarbes-Lourdes-Pyrénées | 12,8                     | 39,9 (24 août 2023) | -17,9 (08 jan. 1985) | 1963.5     | 1081,0         | 84,0 (12 juin 2018)  | 142,1 (dec.)   | 8,4            |
| Hérault             | Montpellier-Aéroport    | 15,5                     | 43,5 (28 juin 2019) | -17,8 (05 fev. 1963) | 2705.3     | 639,2          | 299,5 (29 sep. 2014) | 313,9 (oct.)   | 9,3            |
| Hérault             | Sète                    | 15,9                     | 40,3 (28 juin 2019) | -12,0 (10 fev. 1956) |            | 543,4          | 178,0 (05 sep. 1947) | 230,6 (nov.)   | 8,2            |
| Lot                 | Gourdon                 | 13,1                     | 41,8 (05 août 2003) | -19,0 (16 jan. 1985) | 2076.3     | 823,0          | 255,0 (14 août 1976) | 265,9 (août)   | 6,4            |
| Pyrénées-Orientales | Perpignan               | 16,0                     | 42,4 (28 juin 2019) | -11,0 (10 fev. 1956) | 2488.7     | 578,3          | 222,0 (12 nov. 1999) | 352,9 (dec.)   | 9,3            |
| Tarn                | Albi                    | 13,8                     | 42,3 (23 août 2023) | -20,4 (16 jan. 1985) | 2134.2     | 733,9          | 85,4 (28 juin 1995)  | 170,3 (juin)   | 6,6            |
| Tarn-et-Garonne     | Montauban               | 13,9                     | 42,6 (24 août 2023) | -20,0 (16 jan. 1985) | 2103.7     | 710,2          | 116,8 (26 oct. 1886) | 87,2 (sept.)   | 6,4            |

## Événements météorologiques exceptionnels

### Années 2000
3 et 4 février 2003 - Inondations provoquées par de fortes pluies et débordement de nombreux cours d’eau (Adour, Garonne, Lot, Gers et Baise dans le Lot-et-Garonne, Aveyron dans le Tarn-et-Garonne, Goutas en Haute-Garonne, Vézère et Auvézère en Dordogne). Dans les Landes, rupture d’une digue d’un affluent de l’Adour à Saint-Sever, près de Mont-de-Marsan. 1 mort en Gironde près de Paillet (débordement de l’Artolie), de nombreuses évacuations opérées, des dizaines de routes secondaires coupées. 
Bilan : 67 communes sont reconnues en état de catastrophe naturelle.
4 juin 2003 - Inondation par crue torrentielle, ruissellement, coulée de boue affectant le sud-est de la Dordogne, le Lot-et-Garonne, le nord-ouest du Gers. Violents orages accompagnés de fortes précipitations et parfois de grêle sur un court laps de temps. Des précipitations centennales sur plusieurs communes du Lot-et-Garonne. 
Bilan : 83 communes sont reconnues en état de catastrophe naturelle dont 59 dans le Lot-et-Garonne.
1 au 10 décembre 2003 - Inondation de plaine, par ruissellement, crue torrentielle (classe 4) - Débordement de nombreux cours d'eau dont le Rhône, la Loire, le Tarn, le Lot, l'Aveyron,,… 29 départements sont touchés, 7 morts, plus de 2000 entreprises sinistrées dans les Bouches-du-Rhône. 1,5 milliard € de dommages, 768 M€ de dommages assurés (710 M€, coût historique CCR),,,.
Bilan : 7 victimes, 1533 communes sinistrées, 1500 M€ de dégâts.
25 au 26 mai 2007 - Inondation de plaine, par crue torrentielle, ruissellement urbain, coulée de boue

Épisode pluvio-orageux ayant affecté le NE du Tarn-et-Garonne et un large secteur Est du Lot-et-Garonne. Cumuls de précipitations importants pouvant atteindre 145 à 150 mm en 48 h, Dr centennale. Crue de la Séoune avec une hauteur maximale de 4,13 m enregistrée à 19 h 45 le 26/05. Une femme âgée de 70 ans est morte noyée chez elle le 25 dans les Pyrénées-Atlantiques et une automobiliste de 73 ans a été écrasée par un arbre le 28 dans le Gers. 
Bilan : 72 communes sinistrées.

Trajet de la tempête dans la journée du 24 janvier 2009.

24 au 27 janvier 2009 (tempête Klaus) - Tempête, inondations, chocs mécaniques liés à l'action des vagues, mouvement de terrain

La tempête Klaus atteint les côtes aquitaines dans la nuit du 23 au 24 janvier et traverse les régions du Languedoc-Roussillon et du Midi-Pyrénées. Elle est accompagnée de rafales de vent de plus de 170 km/h. Les dégâts sont cependant importants (5 G€) et ont affecté le secteur forestier à hauteur de 3 milliards d’euros, les dommages assurés s'élèvent à 1,3 G€, 11 morts, 9 départements reconnus en catastrophe naturelle.

Bilan : 11 victimes, 3936 communes sinistrées, 5000 M€ de dégâts.

### Années 2010
15 et 16 janvier 2013 - Avalanches (64, 65)
« Épisode avalancheux exceptionnel sur 2 massif pyrénéens (Aspe-Ossau et Haute-Bigorre). » - Cumuls de pluie sur 48h,: 150 mm à Urepel, 147 mm à Banca, 130 mm à Irouleguy
Cumuls de neige : Très importants et dépassent 2 mètres sur de nombreux points des massifs Aspe-Ossau et Haute-Bigorre. 
Bilan : Aucun mort recensé 
18 et 19 juin 2013 - Inondation (64, 65)

« Crue exceptionnelle du Gave de Pau. » - Hauteur de la crue : 5,19 m à Argelès-Gazost, 5,70 m à Lourdes, 4,00 m à Nay, 3,20 m à Artiguelouve, 12,20 m à Orthez 
Bilan : 3 morts, 150 millions d'euros.
1er janvier au 31 décembre 2015 - Mouvement de terrain - France métropolitaine (03, 09, 11, 67, 19, 24,32, 33,31,46,47, 59,62,82, 86.88)	

Sécheresse géotechnique. 100 à 200 M€ de dommages assurés (CCR).
31 août au 1er septembre 2015 - Inondations - vents violents	Occitanie, Auvergne Rhône-Alpes
(12, 15, 24, 32, 31, 65, 40, 46, 47, 64, 81, 82)
De fortes précipitations accompagnées de vents localement violents provoquent des inondations. Des rafales de vent de 152.6 km/h dans le Lot au Montat. 127 km/h à Castelsarrasin dans le Tarn-et-Garonne. La ville de Montauban (82) est particulièrement touchée. 

Bilan : Plus de 70 communes reconnues en Cat Nat. 1 victime à Montauban dans une voiture écrasée par un arbre. 7 blessés dont 2 graves.
28 au 29 mai 2016 - Inondations par crue et ruissellement (44, 85, 17, 79, 87, 86)
	
Épisodes pluvieux accompagnés parfois de violents orages. Précipitations intenses provoquant le débordement de nombreux cours d'eau et des inondations. 

Bilan : Une trentaine de communes reconnues en Cat Nat.
13 septembre 2016 -Inondations, vent, grêle	(16, 40, 47)
Forts orages sur la façade ouest du pays, une ligne orageuse très active, accompagnée de grêle, remonte du Pays-Basque vers le Poitou jusqu’au Pays-de-la-Loire. Ces orages provoquent des dégâts liés aux pluies localement intenses et aux violentes rafales de vent d'ouest : 111 km/h à Le Houga (32), 106 km/h à Mauvezin-sur-Gupie (47), 101 km/h à Biscarrosse (40), 119 km/h à Tusson (16) 

Bilan :2 communes reconnues en Cat Nat au titre des inondations.
3 et 4 février 2017 - Tempête Leiv (16, 17, 33)

Rafales de vents enregistrées,,, : 148 km/h à Cap-Ferret, 144 km/h à Royan, 135 km/h à Vendays-Montalivet, 128 km/h à Cognac, 127 km/h à Tusson, 122 km/h à Saint-Agnant, 120 km/h à Bordeaux (Mérignac), 116 km/h à Montembœuf, 114 km/h à La Rochelle. 
Bilan : Aucun mort recensé 
6 février 2017	Vents violents	(24)
Rafales de vent 1 victime en Dordogne à Coulounieix-Chamiers (chute d’arbre sur une voiture). Département placé en vigilance orange pour des rafales pouvant atteindre 120 km/h.
3 et 14 décembre 2019 - Inondation (64)

« Crue majeure du Gave d'Oloron ». Hauteurs de crue : 4,96 m à Oloron-Sainte-Marie, 4,87 m à Escos
 Bilan : 3 morts, 19 communes reconnues en catastrophes naturelles.

### Années 2020
10 et 11 mai 2020 -  Pluie-inondation (33, 40)
Cumuls de pluie sur 24h,, : 137 mm à Luxey, 133 mm à Saint-Symphorien, 113,7 mm à Retjons, 100,8 mm à Bélis, 98 mm à Salaunes, 71 mm à Bordeaux (Mérignac),, 69 mm à Mont-de-Marsan.
Cumuls de pluie sur 72h, : 202 mm à Luxey, 179,1 mm à Salaunes, 148 mm à Retjons, 140 mm à Pissos, 135 mm à Captieux, 128 mm à Bélis. 
Bilan : Aucun mort recensé, 172 communes reconnues en Catastrophes Naturelles.
1er et 2 février 2021 - « Crue majeure sur la Maronne » (19) 
Hauteur de crue : 3,10 m à Altillac 
Bilan : Aucun mort recensé, entre 35 et 50 millions d'euros.
3 et 4 février 2021 - « Crue majeure sur la Garonne marmandaise » (47)
 : 9,52 m à Tonneins, 10,20 m à Marmande 
Bilan :Aucun mort recensé
11et 12 février 2021 - Neige-Verglas (79, 36, 85, 86) - « Épisode notable de pluies verglaçantes de la Bretagne au nord du Massif central et particulièrement important sur la Vendée, Deux-Sèvres, Vienne et le sud de l'Indre. » 
Couche de verglas allant jusqu'à 1 cm par endroits.
Bilan :Aucun mort recensé 
10 décembre 2021 - « Crues importantes en cours dans sud-ouest, en particulier sur les Gaves Réunis » (40, 64)
Hauteur de crue, : 5,50 m à Peyrehorade, 5,37 m à Saint-Laurent-de-Gosse
Bilan :Aucun mort recensé, entre 75 et 85 millions d'euros
9 et 10 janvier 2022 - Crues / Pluie-inondation (09, 31, 40, 64, 65)
« Épisode exceptionnel de très fortes précipitations sur les Pyrénées. »177 mm à Augirein, 176 mm à Campan, 162 mm à Larrau, 159 mm à Arbeost, 156 mm à Laruns, 148 mm à Banca, 115 mm à Cos
Hauteur de crue, 5,08 m à Oloron-Sainte-Marie, 4,79 m à Escos
Bilan :1 personne portée disparue.

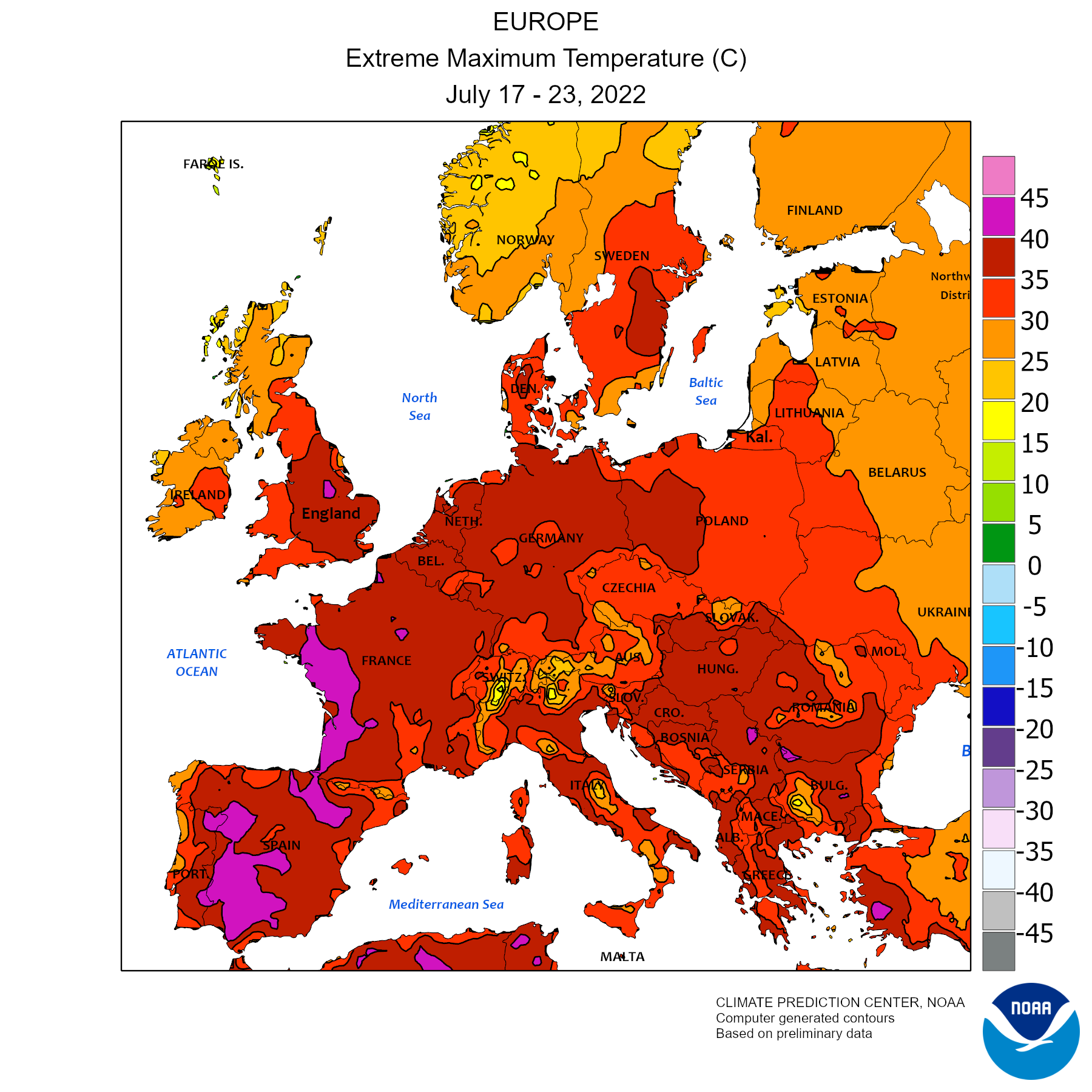
Températures maximales du 17 juillet- 2022- au 23 juillet 2022-.

16 au 19 juin 2022 -  Canicule de juin 2022 
« Épisode caniculaire précoce et intense concerne les régions allant du sud-ouest au Pays de la Loire » (16, 17, 31, 32, 33, 40, 47, 64, 65, 79, 81, 82, 85, 86)
Températures maximales absolus relevées entre le 17 et le 18 juin 2022,,,,,, :
43,4 °C à Pissos, 43,2 °C à Cambo-les-Bains, 42,9 °C à Biarritz, 42,5 °C à Lugos, 42,4 °C à Bélis, Soorts-Hossegor et Trois-Villes, 42 °C à Ciboure (Pointe de Socoa) et Lacanau, 41,9 °C au Cap-Ferret et Cazaux, 41,7 °C à Biscarosse, 41,2 °C à Chantonnay et Thouars, 41,1 °C au Houga, 41 °C à Mont de Marsan, 40,8 °C à Peyrusse-Grande, 40,7 °C aux Herbiers, 40,6 °C à Saint-Agnant, 40,5 °C à Bordeaux (Mérignac), 40,3 °C à Dax et Loudun, 40,2 °C à Adast, Saintes et Tournay, 40,1 °C à Barbezieux-Saint-Hilaire, La Trimouille et Niort, 40 °C à Cognac, 39,9 °C à Passirac et Réaup-Lisse, 39,8 °C à Albi et Montesquieu-Lauragais, 39,7 °C à Lavaur, 39,6 °C à Melle et Royan, 39,5 °C à Cordes-sur-Ciel, 39,4 °C à Castelsarrasin, Muret et Pau, 39,3 °C à Agen, 39,2 °C à Auch et Tarbes, 39,1 °C à Montauban, 39 °C à Poitiers, 38,9 °C à l'Aiguillon et Toulouse (Blagnac), 38,8 °C à Angoulême, 38,6 °C à La Roche-sur-Yon, 38,5 °C à Savenès, 38,2 °C à La Rochelle, 37,8 °C à Bagnères de Luchon.
17 au 19 juillet 2022 - Canicule de juillet 2022
 (16, 17, 22, 24, 29, 32, 33, 35, 40, 44, 47, 49, 56, 79, 85)
« Épisode caniculaire en cours avec un pic de chaleur extrême sur la façade ouest du pays. ». Températures maximales relevées le 18 juillet 2022,,,,,,, : 42,6 °C à Biscarosse, 42,4 °C à Cazaux, 42,3 °C à Herbignac et Pissos, 42,2 °C à Chantonnay et au Lion-d'Angers, 42 °C à Nantes, 41,7 °C à Palluau, La Rochelle et Thouars, 41,5 °C à La Roche-sur-Yon, 41,4 °C à Saint-Agnant, 41,3 °C à Cholet, 41,2 °C à La Noë-Blanche, 41,1 °C à Arzal et Saintes, 41 °C à Niort et Saint-Nazaire, 40,9 °C à Angers (Aéroport), Saint-Emilion et Tusson, 40,8 °C à Mont-de-Marsan, 40,7 °C à Melle, 40,5 °C à Rennes, 40,4 °C à Bergerac, 40,3 °C à Lanmeur, 40,2 °C à Dax et Vannes, 40,1 °C à Bordeaux (Mérignac), Cognac et Domme, 40 °C à Dinard et Lannion, 39,9 °C à Maumusson-Laguian, 39,8 °C à Mauvezin-sur-Gupie, 39,7 °C à Angoulême, Réaup-Lisse, Royan et Saint-Brieuc, 39,6 °C à Brantôme, 39,5 °C à Agen et Ploermel, 39,4 °C à Mauroux, Passirac et à la Pointe de Chassiron (Ile d'Oléron), 39,3 °C à Brest et Rostrenen, 38,9 °C à Auch, 38,7 °C au Cap-Ferret, 38 °C sur l'île de Groix, 37,6 °C à Lorient, 37,2 °C à Trégunc, 35,9 °C à l'Île d'Yeu, 33,6 °C à Belle-Île-en-Mer, 31,5 °C à Ouessant.

## Réchauffement climatique
Les observations de température disponibles depuis la fin du XIXe siècle indiquent que le climat de l'Occitanie …[Quoi ?]

## Politique et planification climatiques

### Niveau national
Pour respecter les deux objectifs de l'accord de Paris sur le climat (réchauffement bien en-dessous de 2 °C et de préférence limité à 1,5 °C), une réduction forte et immédiate des émissions de CO2 est indispensable, jusqu'à atteindre la neutralité carbone, seule à même de stopper le réchauffement. Diminuer les émissions des autres gaz à effet de serre, en particulier le méthane, est également pertinent. Pour répondre à cet objectif, la France, à travers sa politique climatique, déploie différentes stratégies d'atténuation et d'adaptation), avec des objectifs spécifiques comme la réduction des émissions de gaz à effet de serre de 50 % entre 1990 et 2030 (20 % en 2019) ou la réduction de la consommation énergétique finale de 50 % en 2050 par rapport à la référence 2012 en visant un objectif intermédiaire de 20 % en 2030. La traduction des engagements de la France sur le climat et l'énergie se décline en différents documents de planification aux niveaux régional et local.

### Niveau régional
Les régions sont des acteurs clés dans la lutte contre le changement climatique. Elles ont un rôle important à jouer dans l’adaptation et l’atténuation du changement climatique.

#### SRADDET, schéma régional d'aménagement durable
L’élaboration d’un schéma régional d'aménagement, de développement durable et d'égalité des territoires (SRADDET) est confiée à la région par l’article 10 de la loi portant nouvelle organisation territoriale de la République (NOTRe) du 7 août 2015. Dans ce cadre, le conseil régional d'Occitanie adopte le 30 juin 2022 le projet d’aménagement du territoire à l'horizon 2040 (SRADDET), qui est ensuite approuvé par le Préfet de région le 14 septembre 2022. Des concertations afin de mettre le document en conformité avec la loi Climat et Résilience, la loi 3DS et la loi relative à la lutte contre le gaspillage et sur l’économie circulaire sont lancées en février 2023.

#### RECO, groupe régional d’experts sur le climat
Le RECO, « groupes régionaux d’experts sur le climat (GREC) », est lancé en novembre 2017. En 2019, il devient une association loi 1901, puis est porté en 2021 par les deux Maisons des sciences de l’hommes d’Occitanie (MSH-Sud de Montpellier et MSH de Toulouse).

### Niveau local

#### SCOT
Les lois Grenelle de 2009 et 2010 ont renforcé le rôle des schémas de cohérence territoriale (SCoT), en étendant leurs moyens d’actions dans de nombreux domaines (consommation d'espace, continuités écologiques, commerce, mais aussi air, énergie et climat). YY SCOT sont approuvés ou en cours d'élaboration en Occitanie au 31 décembre 2022.

#### Territoires à énergie positive (2014)
Un territoire à énergie positive pour la croissance verte (TEPCV) est un territoire d’excellence de la transition énergétique et écologique, un projet lancé par le ministère de l'environnement en 2014. La collectivité s’engage à réduire les besoins en énergie de ses habitants, des constructions, des activités économiques, des transports, des loisirs. Elle propose un programme global pour un nouveau modèle de développement, plus sobre et plus économe. 
En Occitanie, plusieurs collectivités territoriales ont engagé des démarches de transition énergétique et écologique, mobilisant les acteurs locaux (publics, privés ou associatifs) au travers de démarches de Territoires à énergie positive (TEPOS), Territoires à énergie positive pour la croissance verte (TEPCV), Plans climat, label Cit’ergie… : Toulouse, territoire narbonnais, Perpignan Méditerranée Métropole, ville de Perpignan, communauté d’agglomération du Sicoval, etc..

#### PCAET (2015)

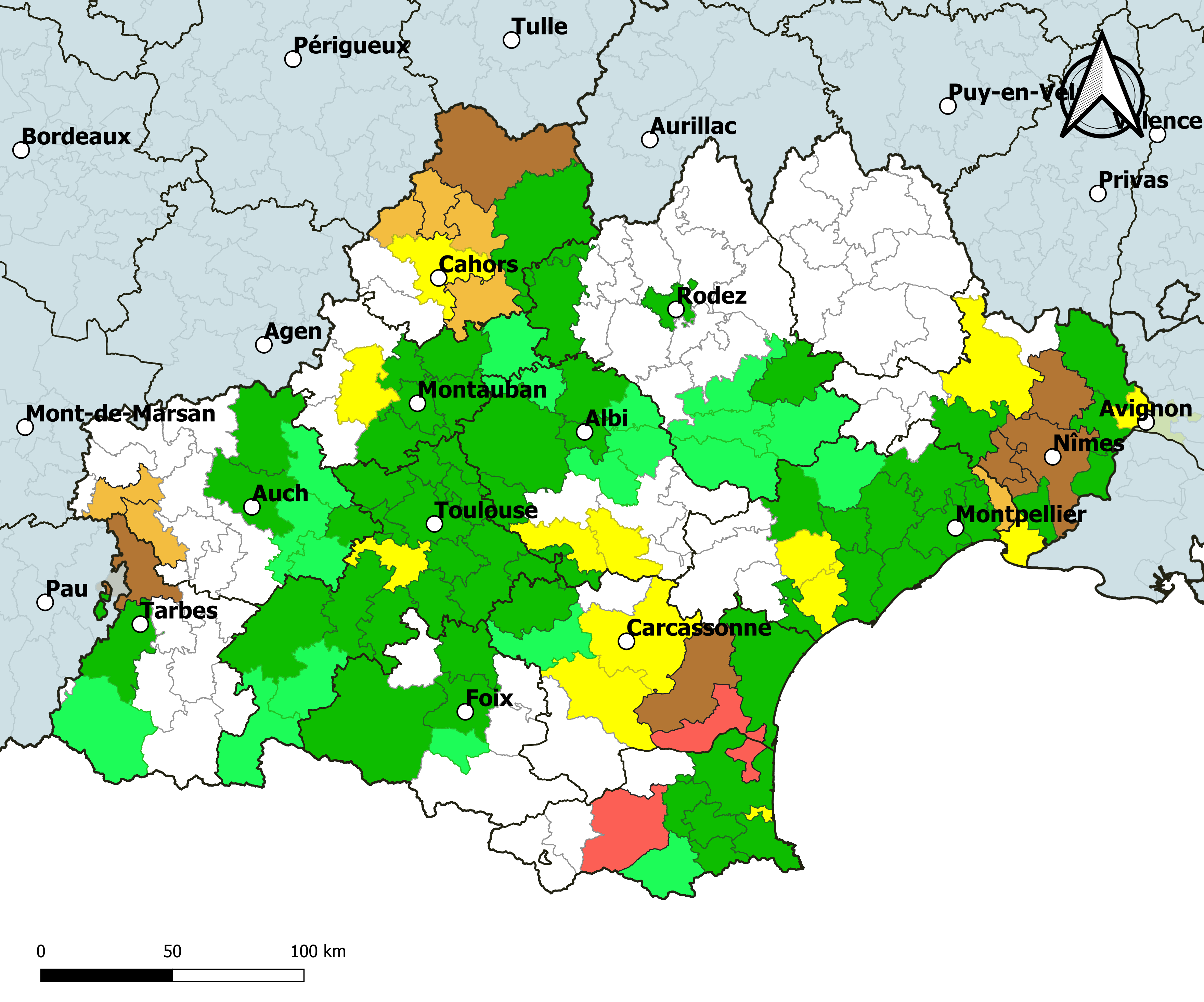
Cartographie des démarches PCAET en Occitanie au 19 septembre 2023.
PCAET approuvé
Projet de PCAET transmis pour avis
Démarche lancée avec info de l'État
Délibération transmise et aucune infio de l'État
EPCI volontaire - PCAET approuvé
EPCI volontaire - démarche lancée

Instaurés par la loi relative à la transition énergétique pour la croissance verte du 17 août 2015, les plans climat-air-énergie territorial (PCAET) sont définis à l’article L. 229-26 du code de l'environnement. Ils sont obligatoires pour les établissements publics de coopération intercommunale (EPCI) à fiscalité propre de plus de 20 000 habitants. Les EPCI de moins de 20 000 habitants peuvent s’ils le souhaitent élaborer des PCAET volontaires. Chaque PCAET doit être mis à jour tous les 6 ans et faire l’objet d’un bilan à mi-parcours au bout de 3 ans,.
Au 19 septembre 2023, 74 PCAET sont approuvés : 55 obligatoires et 19 issus d'une démarche volontaire (population < 20 000 habitants). Au total 103 démarches PCAET sont lancées à cette date.

#### 11 territoires accompagnés pour une stratégie d’adaptation (2023)
La direction régionale de l'ADEME en Occitanie, soutenue par les deux agences de l’eau Adour-Garonne & Rhône-Méditerranée-Corse, lance en juin 2023 un appel à manifestation d’intérêt (AMI) à l’attention des intercommunalités d’Occitanie et des territoires de projets tels que les pôles d'équilibre territoriaux et ruraux (PETR) et les parcs naturels régionaux (PNR). L'objectif est de les accompagner dans la définition d'une stratégie d’adaptation pour leur territoire. Les onze territoires lauréats sont les suivants :
- le Parc naturel régional de l'Aubrac,
- le Pays Haut Languedoc et Vignobles,
- le PETR Sud Lozère,
- le SCOT Vallée de l’Ariège,
- Montpellier Méditerranée Métropole,
- la Communauté d'agglomération du Grand Montauban
- le PETR Pays d’Auch,
- le Parc naturel régional des Grands Causses,
- le PETR Portes de Gascogne,
- le PETR Pays du Lauragais,
- la Communauté de communes du Grand Figeac.

#### PLU
Les Plans locaux d'urbanisme (PLU) et PLU intercommunaux doivent être compatibles le PCAET (et non plus simplement le prendre en compte comme c'était le cas jusqu'au 1er avril 2021).